# Mennybemenetel fatemplom (Bugyfalva)
A bugyfalvi Mennybemenetel fatemplom műemlékké nyilvánított épület Romániában, Arad megyében. A romániai műemlékek jegyzékében az AR-II-m-A-00592 sorszámon szerepel.